# Disco Love
Disco Love è un singolo del gruppo musicale pop britannico The Saturdays pubblicato come quarto estratto dal quarto album in studio, Living for the Weekend.
Presenta al lato B le cover di Love Come Down di Evelyn King e On the Radio di Donna Summer.
Il singolo, prodotto dagli islandesi StopWaitGo, è stato scritto dal collettivo stesso, composto da Pálmi Ragnar Ásgeirsson, Ásgeir Orri Ásgeirsson e Saethór Kristjánsson, e da Adam Klein, prende chiaramente ispirazione alla musica disco degli anni Settanta e Ottanta.
Nella prima settimana, il singolo ha superato le 50 000 copie vendute nel Regno Unito.

## Video
Il video del brano, girato a luglio 2013 nel Surrey, è stato pubblicato sul canale Vevo-YouTube del gruppo il 25 agosto 2013. Il videoclip segue un viaggio delle cantanti in tre differenti anni: 1979, 1989 e 1999.

## Tracce
CD singolo
1. Disco Love – 3:14
2. Love Come Down – 3:32
3. On the Radio – 3:51
4. Disco Love (StarLab Disco Radio Edit) – 3:53

## Classifiche
| Classifica (2011) | Posizione massima |
| ----------------- | ----------------- |
| Europa            | 10                |
| Irlanda           | 9                 |
| Scozia            | 4                 |
| Regno Unito       | 5                 |
| Ungheria          | 8                 |